# Comté de Ringgold
Le comté de Ringgold est un comté de l'État de l'Iowa, aux États-Unis.